# The Cleansing
The Cleansing е дебютен студиен албум на американската деткор група Suicide Silence. Издаден е на 18 септември 2007 г. от Century Media Records.

## Обща информация
Записите на албума започват през първата половина на 2007 г. с продуцента Джон Травис. На 22 юни 2007 г. е публикуван пълен списък с всички песни, а „Bludgeoned to Death“ и „Unanswered“ са пуснати за слушане в интернет. През първата си седмица, албумът се класира на 94-то място в Billboard 200 с продадени 7250 копия. Той е издаден и на грамофонна плоча в лимитирана серия от 2000 бройки.
Заснети са видеоклипове за „Unanswered“, „The Price of Beauty“ и „Bludgeoned to Death“. Видеото на „The Price of Beauty“ свалено от MTV, които го считат за твърде „визуално и текстово недопустимо“. Откриващата песен „Revelations (Intro)“ включва звуци от филма Фреди срещу Джейсън.

## Състав
- Мич Лъкър – вокали
- Марк Хейлмун – китара
- Крис Гарза – китара
- Майк Бодкинс – бас
- Алекс Лопес – барабани

## Песни
| 1.    | Revelations (Intro)                    | 0:33 |
| 2.    | Unanswered                             | 2:15 |
| 3.    | Hands of a Killer                      | 4:14 |
| 4.    | The Price of Beauty                    | 2:46 |
| 5.    | The Fallen                             | 4:07 |
| 6.    | No Pity for a Coward                   | 3:12 |
| 7.    | The Disease                            | 4:22 |
| 8.    | Bludgeoned to Death                    | 2:34 |
| 9.    | Girl of Glass                          | 2:52 |
| 10.   | In a Photograph                        | 4:32 |
| 11.   | Eyes Sewn Shut                         | 2:58 |
| 12.   | Green Monster                          | 5:49 |
| 13.   | Destruction of a Statue (скрита песен) | 3:44 |
| 43:58 |                                        |      |